# 新保守主義 (アメリカ合衆国)
アメリカ合衆国における新保守主義（しんほしゅしゅぎ、英: Neoconservatism、ネオコンサバティズム, 略称：ネオコン）は、政治イデオロギーの1つで、自由主義や民主主義を重視してアメリカの国益や実益よりも思想と理想を優先し、武力介入も辞さない思想。1970年代以降に米国において民主党のリベラルタカ派から独自の発展をした。それまで民主党支持者や党員だったが、以降に共和党支持に転向して共和党のタカ派外交政策姿勢に非常に大きな影響を与えている。

## 呼称
「Neoconservatism」の直訳として「新保守主義」が使用されている。この言葉は形容矛盾であるが、元祖ネオコン思想家の一人であるノーマン・ポドレツによれば、「ネオコンは元来左翼でリベラルな人々が保守に転向したからネオなのだ」として、伝統主義などを提唱する旧来の保守派である「PaleoConservatism（ペイリオコンサバティズム。旧保守主義、原始保守主義）」と区別している。当初はマイケル・ハリントンが左翼から保守派に移行した知識人を指して「新保守主義者」と批判的に名付けたが、新保守主義者を初めて自称したのはネオコンのゴッドファーザー的存在とされる、『コメンタリー』元編集長、アメリカンエンタープライズ公共政策研究所上級フェロー、タカ派雑誌『ナショナル・インタレスト』発行人アーヴィング・クリストルとされる。
略称として近年では「Neocon（ネオコン）」と呼ばれる事が多い。

## 歴史

### 起源
アメリカ合衆国の新保守主義の源流は、後に「ニューヨーク知識人」と呼ばれるようになる、1930年代に反スタ左翼として活動したトロツキストたちにまで遡る。彼らの多くは、アメリカの公立大学の中で最も歴史のある大学の一つ、ニューヨーク市立大学シティカレッジ（CCNY）に学んでいる。CCNYは、高度に選択的な承認基準と自由教育により、20世紀初頭から中期にかけて「プロレタリアのハーヴァード（Harvard of the Proletariat）」と称されていた。これは当時、ハーヴァード大学をはじめとするアイビー・リーグの私立学校が、WASPを優先し大多数のユダヤ系アメリカ人や有色人種たちに関し排他的な入試制度を持っていたからである。
当代のニューヨーク知識人には、社会学者ダニエル・ベル、政治学者シーモア・リプセット、リチャード・ホフスタッター、政治学者マーティン・ダイアモンド、文芸批評のアーヴィング・ハウなどがおり、こうした人の中に、のちにアメリカ新保守主義の創設者と考えられている文芸批評家のアーヴィング・クリストル、その妻であり歴史家のガートルード・ヒンメルファーブ、ネーサン・グレイザー、シドニー・フックらがいた。したがってニューヨーク知識人の中で新保守主義へと転向したのは、一部に過ぎない。また、重要な人物としてマックス・シャハトマンが挙げられる。ポーランド移民である彼はトロツキズムの党派社会主義労働者党 ｰ 第四インターナショナルから、独ソ不可侵条約締結とソ連によるバルト3国侵攻を期に、ソ連の国家性格やその「帝国主義からの防衛」の是非をめぐってレフ・トロツキーらと論争し、社会主義労働者党から分裂して労働者党（英語: Workers Party (United States)）を結成する。ハリントンやハウは、彼に魅了され左翼になった（後に転向）。
第二次世界大戦後、シャハトマンのグループはアメリカ社会党の統一執行部を掌握して民主党への統合を主張し、民主党に入り込むと、党内最左派として全米自動車労組（UAW）やヘンリー・M・ジャクソンの派閥などを基盤に活動していく。人数的には少数派だったがアメリカ労働総同盟・産業別組合会議（AFL-CIO）の会長や政府高官にメンバーを送り込んでいた。1970年代に入るとさらに保守化し、シャハトマンの死後このグループは分解の方向に向かった。このシャハトマン・グループ傘下の青年社会主義同盟に入っていたのがジョシュア・ムラフチクやジーン・カークパトリックなどである。シャハトマンの新保守主義への貢献は、戦前にはトロツキスト・グループを形成し青年ユダヤ人に知的公共空間を提供したこと、戦後はユダヤ人たちが米国の現実政治のなかで影響力を与えていく回路をつくりあげたことだろう。
尚、左翼からネオコンに至ったことで、両者に通底する何らかの部分があったとするマイケル・リンドは、新保守主義の「民主主義の輸出」というコンセプトは彼らが青年期に信奉したトロツキズムの「革命の輸出」の焼き直しであるとしているが、これは、全米民主主義基金が創設された当時アメリカ社会民主党からの転向者であるカール・ガーシュマンなどが幹部に居たことから指摘されていたものである。

### 新左翼及びソ連との緊張緩和への反対
最初の社会政策批評家の重要なグループが労働者階級から出現したのち、元祖ネオコン（当時この言葉はまだ存在しなかった）たちは、基本的に社会民主主義者か社会主義者であった。彼らは第二次世界大戦を強く支持した。
元祖ネオコン思想家ことクリストルやポドレツは、『コメンタリー』誌に関係していた。
初期ネオコンたちは反スターリン主義であり、1950年代 - 1960年代初頭の時期に公民権運動・キング牧師を強く支持していた。しかし、彼らはジョンソン政権のいう「偉大な社会」に幻滅を感じ、1960年代のカウンターカルチャーを軽蔑した。そして彼らは、ベビーブーマーの間、とりわけベトナム反戦運動や新左翼運動の中に反米主義が広がっているのを感じた。
クリストルによれば、ネオコンは、「リアリティに襲われたリベラル」である。

### アメリカ合衆国の保守合同

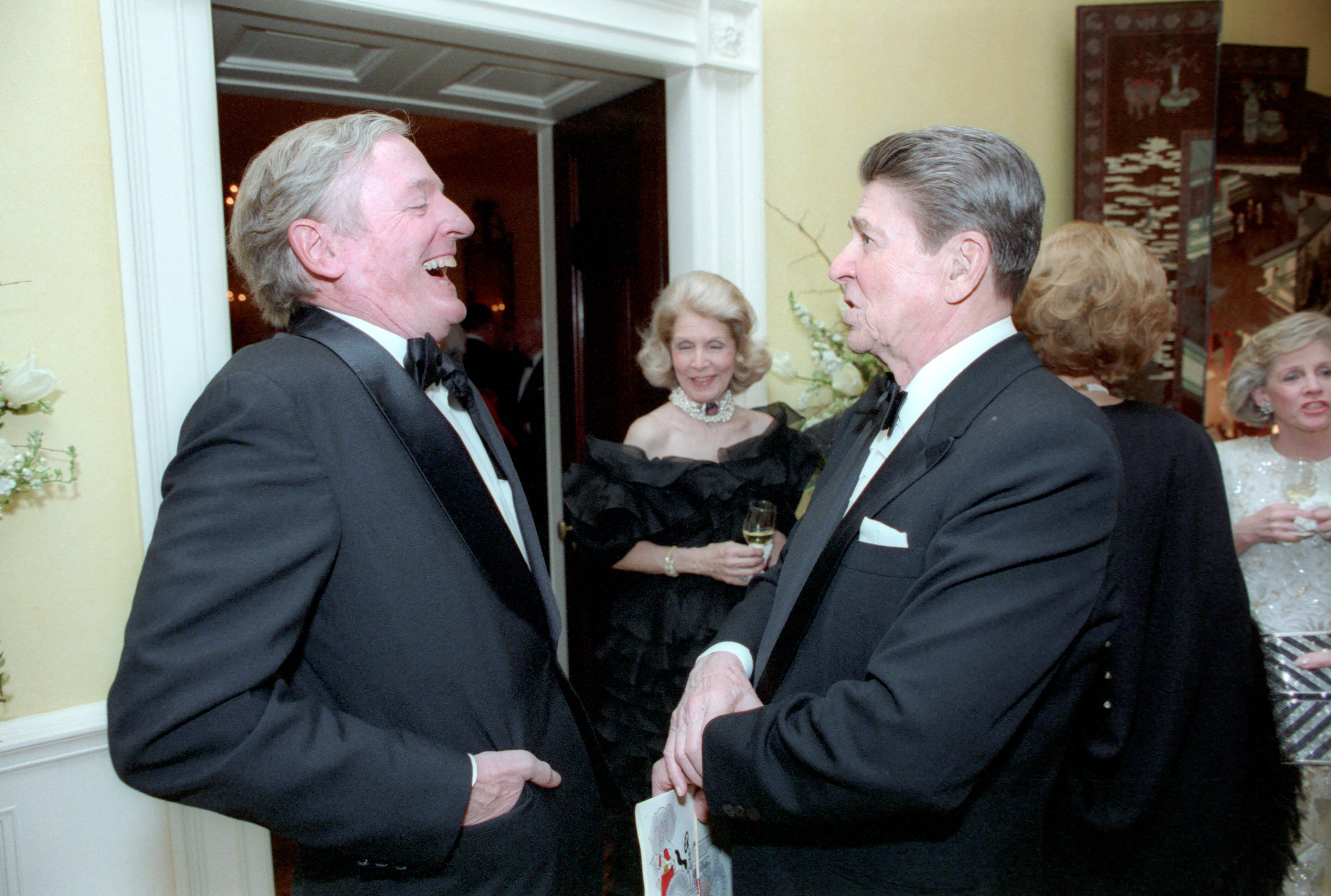
ウィリアム・バックリィ（左）とロナルド・レーガン大統領（1986年撮影）

アメリカ合衆国の保守の立場を採る組織や個人の間では、必ずしも利害が共通しているわけではなかった。特に伝統主義とリバタリアニズムはしばしば対立する。例えば、キリスト教精神に重点を置く伝統主義者やキリスト教原理主義者と、完全なる自由競争を唱えるリバタリアニズムの間で、政治的対立を引き起こした。しかしリバタリアニズムを信奉する人物がキリスト教の中絶・ゲイ反対に賛同していることからもわかるように、必ずしも両者が激しい意見の相違があると決め付けるのは誤りである。
また、外交政策や安全保障政策に重大な関心を払わない（モンロー主義や孤立主義を提唱する）伝統主義者や、リバタリアニズムの対外不干渉主義は、反共主義者の積極介入主義との間で、極めて深刻な政治対立を引き起こした。
この保守思想の分裂を1つの大きな「保守主義」としてまとめあげることに成功したのが、1955年に創刊された『ナショナル・レビュー』という雑誌である。この雑誌は伝統的な保守派だけでなく、リバタリアンやウィルモア・ケンドール、ウィリー・シュラム、ジェームズ・バーナム、フランク・マイヤーのような元共産主義者や元左翼も集結させた点が特徴であった。この雑誌の編集者のウィリアム・バックリー・ジュニアは、上記3つの保守派に対し、それぞれの問題の起因はリベラリズムにあると主張した。「リベラリズムは反共主義者の嫌う共産主義を容認し、リベラリズムは伝統主義者の嫌う伝統の破壊者であり、リベラリズムはリバタリアニズムの嫌う大きな政府の支持者である。」とし、リベラリズムと対立する3つの異なる保守の合同に成功したのである。この試みは、1960年代のアメリカの保守主義運動と連動して、1つの潮流を作り出した。

### 共和党との関係
1964年、共和党大統領候補バリー・ゴールドウォーターの有名な演説が行われた。
「自由を守るための急進主義は、いかなる意味においても悪徳ではない。そして、正義を追求しようとする際の穏健主義は、いかなる意味においても美徳ではない」
保守派はこの演説を大歓迎した。そして、このゴールドウォーター演説に影響された多くの保守派の政治家が、アメリカの次代を担うことになる。
また重要な指摘として、それまでの共和党は、現在のような保守主義ではなかったという点がある。共和党が保守派を利用したのではなく、保守派が共和党を利用したというのである。アーヴィング・クリストルやノーマン・ポドレッツのようなネオコン第一世代の知識人は、ジョンソン政権の福祉プログラムである「偉大な社会」は貧困の解決ではなく、むしろ福祉への依存の連鎖という意図せざる結果をもたらしていると批判した。
これにより、共和党の保守化が進み、1980年代のレーガン政権誕生へとつながっていくこととなる。その後の、ジョージ・H・W・ブッシュ政権ではドナルド・ラムズフェルド、ディック・チェイニーが大きく関与して湾岸戦争を行った。
2001年、それらの政治勢力に後押しされる形で元共産主義者で「思いやりのある保守主義の父」 と呼ばれるマーヴィン・オラスキーを顧問にしていたジョージ・W・ブッシュ政権が発足し、前述のような背景、思想を持つ人物がブッシュ政権の中枢を担いアメリカ同時多発テロ事件を奇貨とした不朽の自由作戦に始まる対テロ戦争、アフガニスタン紛争では主導的役割を担った。
その後、2017年にネオコンに代わり旧来のペイリオコンやオルタナ右翼に支持されたドナルド・トランプ政権が誕生し、トランプ大統領の政策は世界各国に駐留する米軍の撤退を主張やNATOの軽視等モンロー主義、孤立主義的であり政策的には共和党政権でありながらネオコン色は薄まったが、ジョン・ボルトンやエリオット・エイブラムスのようなネオコンを登用し、中東ではシリアのシャイラート空軍基地攻撃、シリアへの2018年のミサイル攻撃、イラン・ソレイマーニー司令官暗殺など単発的とはいえ軍事攻撃に踏み切って前オバマ政権と打って変わってイランに対し「最大限の圧力」政策を取った他、中南米ではベネズエラやキューバに対しても従来の強硬路線に回帰した。また、米国の経済・安全保障上の最大の脅威だとして中華人民共和国への圧力も強めた（米中対立）。
その一方でトランプ政権は、2017年北朝鮮危機では武力行使まで示唆した北朝鮮の金正恩体制への接近や、トランプ政権の誕生にサイバー攻撃などを駆使して関与したとされるロシアのプーチン政権へも親和的で、強硬に見えた対中政策でも中国との「ディール」を重視して貿易協定を優先したトランプ自身は香港の民主派支援に消極的になり、新疆ウイグル再教育収容所の設置を容認する発言をして中国側へ自分の再選のために米国の農産物を買うように持ちかけたり、必ずしも全ての政策で一致があったわけではない。実際、ボルトンはトランプとの考えの違いから政権から離れて、トランプ政権の外交方針を批判している。また、ネオコンの「論客」であるウィリアム・クリストルや、チェイニー元副大統領の娘であり自身もネオコンに近いリズ・チェイニー前下院議員もトランプを批判する一方、リンゼー・グラム上院議員らはトランプに肯定的であり、トランプに対しての立場はネオコンの間でも分かれている。第2次トランプ政権でイラン空爆が行われた際はトランプに批判的だったネオコンやボルトンもトランプの軍事行動を擁護していた。

### 軍事・外交政策

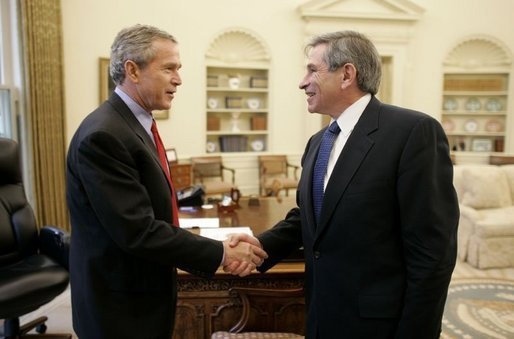
現在のネオコンの代表的人物とされるウォルフォウィッツ国防副長官とそれに理解があるとされるブッシュ大統領

ネオコンは、自由主義・民主主義・グローバリゼーション（アメリカニゼーション）を理想に掲げ、自由民主主義は人類普遍の価値観であると考え、その啓蒙と拡大に努めている。その例として、旧ソ連圏の色の革命や中東のアラブの春と呼ばれるドミノ現象への関与があげられる。また、西半球での勢力回復を目指してアメリカの裏庭と呼ばれる中南米での反米左派政権がドミノ現象で倒れた保守の波を支持しており、中南米の親米右派勢力とのつながりも指摘されている。ブッシュ政権末期からは対ロシア強硬姿勢が目立ち、特にウラジーミル・プーチンと強く対立して南オセチア紛争ではプーチンから紛争の発端は2008年アメリカ合衆国大統領選挙で共和党を有利にするための陰謀であると批判されて新冷戦とも評された。これはプーチンとともにブッシュが北京オリンピックの式典に参加するため国内を空席にした際に紛争が起きたため、政権内部のネオコンをコントロールできていたかその能力を疑われたからでもある。NATOの東方拡大に加えて共に旧ソ連各国の色の革命を支援してきており、ネオコンにはトロツキズムに起源があることからソ連崩壊後もスターリンを称揚するロシアに反発を抱く東欧系ユダヤ人をルーツに持つものが多いことも影響している。
また、ネオコンは軍事戦略において、元トロツキストでランド研究所の重鎮アルバート・ウォルステッターの予防戦争や限定戦争などの議論に強い影響を受けている。
「緊急事（同時多発テロなど）にはアメリカの国防に何ら寄与しない」として、ネオコンのジョン・ボルトンなどは唯一の超大国アメリカはそれ自体が「世界の警察」（Globocop）であるとし、湾岸戦争のような国際連合の集団安全保障措置に批判的である。国連安保理決議による事前承認のない先制的自衛権行使での単独の制裁戦争と予防戦争を主張しているが（ブッシュ・ドクトリン）、単独行動主義的であると批判されることも多い。「有志連合」は、武力行使容認決議ではなくて国際連合安全保障理事会決議1368を根拠として集団的自衛権に基づいた多国籍軍として注目されたが、アメリカ合衆国はこの有志連合を恒久的に維持する姿勢を現時点では見せていない。

### イスラエルとの関係
ネオコンを支えているのは共和党の親イスラエル（シオニズム）政策を支持するアメリカ国内在住のユダヤ人、イスラエルのロビーである。アメリカのユダヤ系市民はアメリカの総人口3億人に対して600万人に満たないが、その内富裕層の割合が多くアメリカの国防、安全保障政策に深く関わっている。歴史的に数多くの差別を受けてきた経緯からかつてはリベラル派の民主党支持者が多かったが、民主党政権が進めた中東政策に対する不満から共和党に鞍替えしている有権者が多い。共和党の掲げる中東への軍事介入や民主国家への支援が結果的には中東唯一の民主国家と主張するイスラエルを利することになるからである。このような経緯から、2001年に登場した共和党のジョージ・W・ブッシュ政権には数多くのネオコンが参入しており、同時多発テロ以降の強硬政策を推し進めた。2017年に登場した共和党のトランプ政権の誕生でも民主党のオバマ前政権の中東政策に不満を募らせたジャレッド・クシュナーやシェルドン・アデルソンなどといった親イスラエル的なユダヤ人やロビーが重要な役割を果たし、イスラエルと対立するイランに対して強硬政策を推し進めた。

### バイデン政権
2020年に誕生したバイデン政権はトランプ政権で冷遇されていたオバマ政権で要職を担っていた民主党系ネオコン（リベラルホーク）の復権とされ、ユダヤ系閣僚が軍事外交政策の多くを担うようになった。レイセオン・テクノロジーズ等の軍産複合体のCEOを勤めていたロイド・オースティンが国防長官に就任。国務次官にはネオコンのロバート・ケーガンの妻のビクトリア・ヌーランドが就任。とりわけ2022年以降の事実上の米露代理戦争であるウクライナ戦争とイスラエル前面支援を表明したパレスチナ・イスラエル戦争では米国のネオコン政策が大きく関与。またアジア方面では台湾軍事支援等の対中包囲網を敷くなど外交軍事政策には中露を敵視して米国による世界秩序支配というネオコン色が非常に濃くなっている。自由民主主義と独裁権威主義という対立軸を前面に押し出しそれを守るために戦争や軍事力を厭わないと主張する点でもネオコンの特徴を表している。

## 関係著名人

### 政治家
- ディック・チェイニー - 米国副大統領、元国防長官、前ハリバートン会長
- ウィリアム・ウェルド -  リバタリアン党、元共和党員
- クリスティア・フリーランド -カナダ自由党 の政治家、ジャーナリスト。カナダ副首相。ウクライナ系。
- ゲーリー・E・ジョンソン - リバタリアン党、元共和党員
- ジェブ・ブッシュ - 共和党
- ジャック・ケンプ - 共和党
- ジョー・リーバーマン - 元上院議員、東欧系ユダヤ人
- ジョン・コーニン（英語版） - 共和党上院議員、元テキサス州司法長官
- ジョン・マケイン - 共和党下院議員
- ジェフ・セッションズ - 共和党上院議員
- ティム・ポーレンティー - 共和党、元ミネソタ州知事
- テッド・クルーズ - 共和党上院議員
- ドナルド・ラムズフェルド - 共和党、元大統領首席補佐官、元国防長官
- ニッキー・ヘイリー - 共和党下院議員
- ニュート・ギングリッチ - 共和党[16]
- フランク・カールッチ - 共和欧、元国防長官
- マルコ・ルビオ  - 共和党下院議員、第72代アメリカ合衆国国務長官
- マイク・ウォルツ - 共和党下院議員、元国家安全保障担当補佐官
- マイク・ポンペオ  - 共和党下院議員。中央情報局（CIA）長官。第70代アメリカ合衆国国務長官。
- ミット・ロムニー  - 共和党
- リンゼー・グラム - 共和党上院議員
- リズ・チェイニー - 共和党前下院議員

### 官僚・役人
- エリオット・エイブラムス（英語版） - 外交官、ユダヤ人
- ウィリアム・ジョン・ベネット -  共和党、元民主党、哲学者、元教育長官
- カール・ローヴ -  共和党、ブッシュ政権の大統領上級顧問
- ジェフリー・パイアット（英語版） - 外交官。元在ウクライナアメリカ合衆国大使
- キース・ケロッグ -  共和党、陸軍軍人、アメリカ国家安全保障会議（NSC）事務局長
- ジーン・カークパトリック -  外交官、政治学者、反共主義者
- ジョン・ボルトン[17] - 元国務次官補、元国際連合大使、元国家安保担当大統領補佐官
- ダグラス・ファイス（英語版） - 前国防次官、ユダヤ人
- ビクトリア・ヌーランド -  外交官。国務次官、、東欧系ユダヤ人。
- ポール・ウォルフォウィッツ[17] - 世界銀行総裁、元国防副長官、ポーランド系ユダヤ人
- ポール・ブレマー - 外交官
- マイケル・マクフォール - 外交官。元在ロシアアメリカ合衆国大使
- リチャード・パール[17] - 共和党、国家防衛政策委員長、政治家、ユダヤ人
- ルイス・リビー　-  弁護士、政治家、チェイニー副大統領の首席補佐官、ユダヤ人

### 学者・公共知識人・ジャーナリスト
- アーヴィング・クリストル - ネオコンの創始者と考えられている。東欧系ユダヤ人
- ウィリアム・クリストル - アーヴィング・クリストルの子、東欧系ユダヤ人
- ケネス・ワインスタイン - ハドソン研究所
- ローリー・ミルロイ  - 中東研究者、作家
- オリアーナ・ファラーチ - イタリアのジャーナリスト
- クリストファー・ヒチェンズ - イギリス出身の解説者
- グレン・ベック - ラジオ・パーソナリティ、コメンテーター
- シーモア・リプセット - 政治学者、ロシア系ユダヤ人
- ダニエル・パイプス - 歴史家、政治評論家、ポーランド系ユダヤ人
- ダニエル・ベル - 社会学者、「イデオロギーの終焉」論。東欧系ユダヤ人
- チャールズ・クラウトハマー - コラムニスト
- デーヴィド・フラム - カナダ出身の記者、「悪の枢軸」という単語を考案した。ユダヤ人
- ドナルド・ケーガン - 歴史学者、リトアニア系ユダヤ人
- ナタン・シャランスキー - ジョージ・W・ブッシュの拡大中東構想に影響を与えた、ウクライナ出身のイスラエル人
- ノーマン・ポドレツ - 政治学者、ウクライナ系ユダヤ人
- ピーター・バーガー - 研究者
- フィリップ・メリル（英語版） - 輸出入銀行会長
- フランシス・フクヤマ - 政治学者でネオコンのイデオローグの一人とされた、日系アメリカ人。
- フレデリック・ケーガン（英語版） - 歴史家。アメリカンエンタープライズ研究所（英語版）フェロー。
- ベン・シャピーロ - 政治評論家、講演者、作家、法律家。ユダヤ系。
- マイケル・ノヴァック（英語版） - 研究者
- マイケル・レディーン（英語版）- 歴史学者、哲学者
- マイケル・ルービン（英語版）- 歴史学者。ユダヤ人。アメリカンエンタープライズ研究所（英語版）フェロー。
- ラッシュ・リンボー - ラジオ・パーソナリティ、コメンテーター
- リチャード・ホフスタッター - 政治史家、ユダヤ系
- リンダ・チャヴェズ（英語版） - スペイン系ユダヤ人
- リン・チェイニー - チェイニー元副大統領夫人、反ネオコン学者の評論家
- ロバート・ケーガン - 政治評論家、ビクトリア・ヌーランドの夫、リトアニア系ユダヤ人
- ロナルド・ロトゥンダ（英語版） - ジョージ・メーソン大学法学教授

### 主な関連するシンクタンク等
- 戦略国際問題研究所（CSIS）
- ハドソン研究所
- フーヴァー戦争・革命・平和研究所
- アメリカンエンタープライズ研究所（英語版）
- ランド研究所
- ヘリテージ財団
- 新アメリカ安全保障センター
- アメリカ新世紀プロジェクト
- 戦争研究所（ISW）